# Mỏ hoa lan

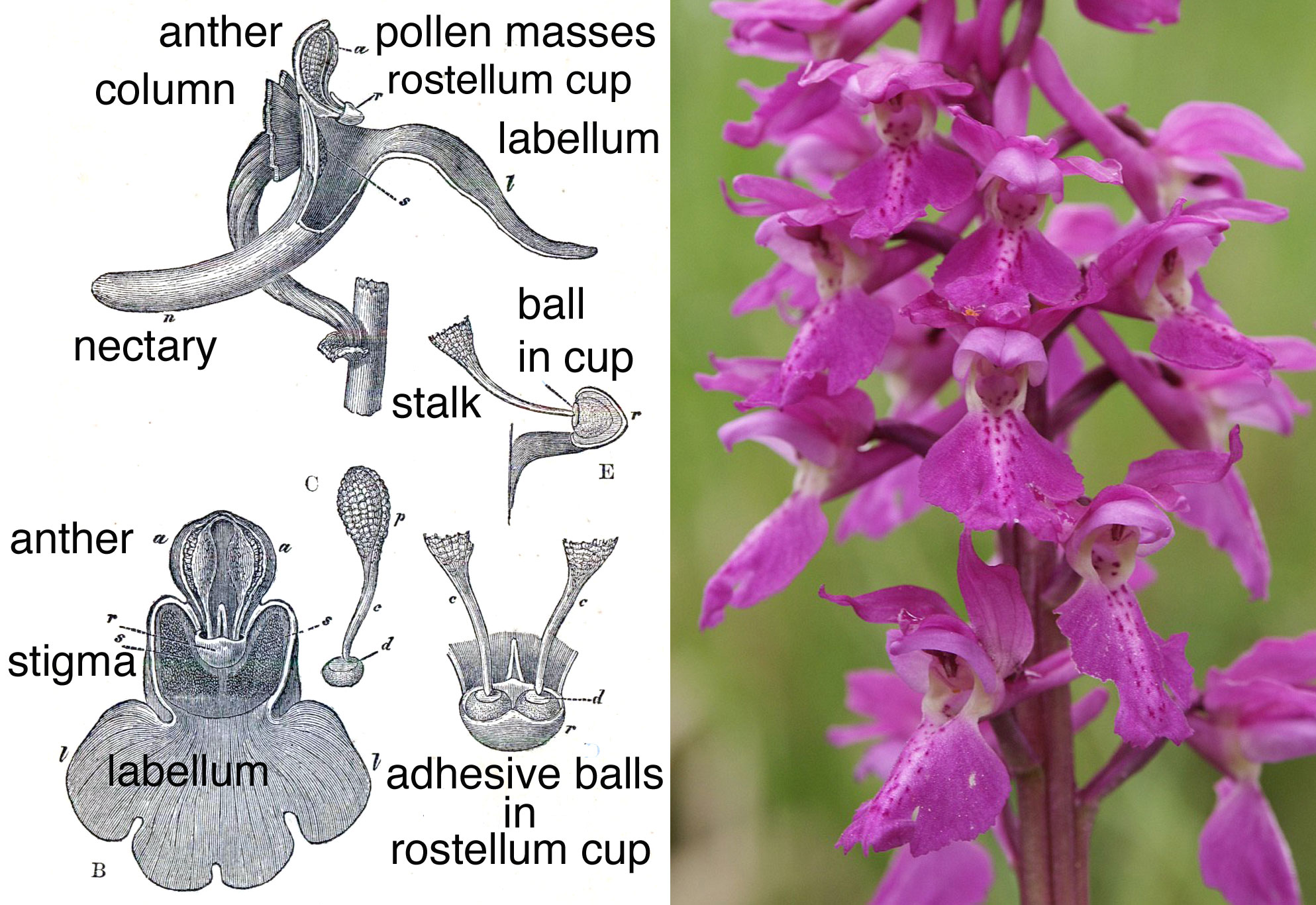
Bản vẽ các phần của hoa lan Orchis mascula cho thấy phần mỏ hoa nhô ra phía trước từ trụ nhị nhụy để tạo thành túi con (rostellum cup), một bề mặt tiết chất nhầy và giữ cho khối phấn có độ dính

Mỏ hoa lan (/ˌrɑːˈstɛlʌm/, tiếng Anhː rostellum có nghĩa là "mỏ nhỏ" trong tiếng Latinh; số nhiều là "rostella", không phải "rostellums") là phần nhô ra của trụ nhị nhụy ở họ Lan, có chức năng phân cách nhị với nhụy để ngăn cản sự tự thụ phấn.

## Từ nguyên và mô tả
Năm 1817, nhà thực vật học người Pháp Louis Claude Richard đặt ra thuật ngữ "rostellum" bằng tiếng Latinh để mô tả bộ phận "phần trên của nhụy kéo dài ra ngoài, chủ yếu thu hẹp về phía đỉnh, hơi nhô ra từ phía trước và che một phần bộ nhụy". Năm 1877, Charles Darwin định nghĩa "rostellum" là do nhụy ở giữa biến đổi trở nên bất thụ. Có tài liệu mô tả chi tiết hơn rằng phần bị bất thụ là phần đầu (núm) nhụy thứ 3.
Một số nhà thực vật học đã nghiên cứu hình thái hoa lan nhưng chưa đọc các tác phẩm có thẩm quyền từ những người tiền nhiệm nổi tiếng của họ (như Darwin,...), do đó có quan điểm cho rằng mỏ hoa lan là toàn bộ một nhụy (gồm 3 phần bầu nhụy, vòi nhụy, đầu nhụy) biến đổi thành. Tuy nhiên, ý tưởng này đã bị bác bỏ vì mỏ hoa lan thực chất là một phần của nhụy (cụ thể là đầu nhụy), hiếm khi hoặc không bao giờ là toàn bộ nhụy.

## Vai trò

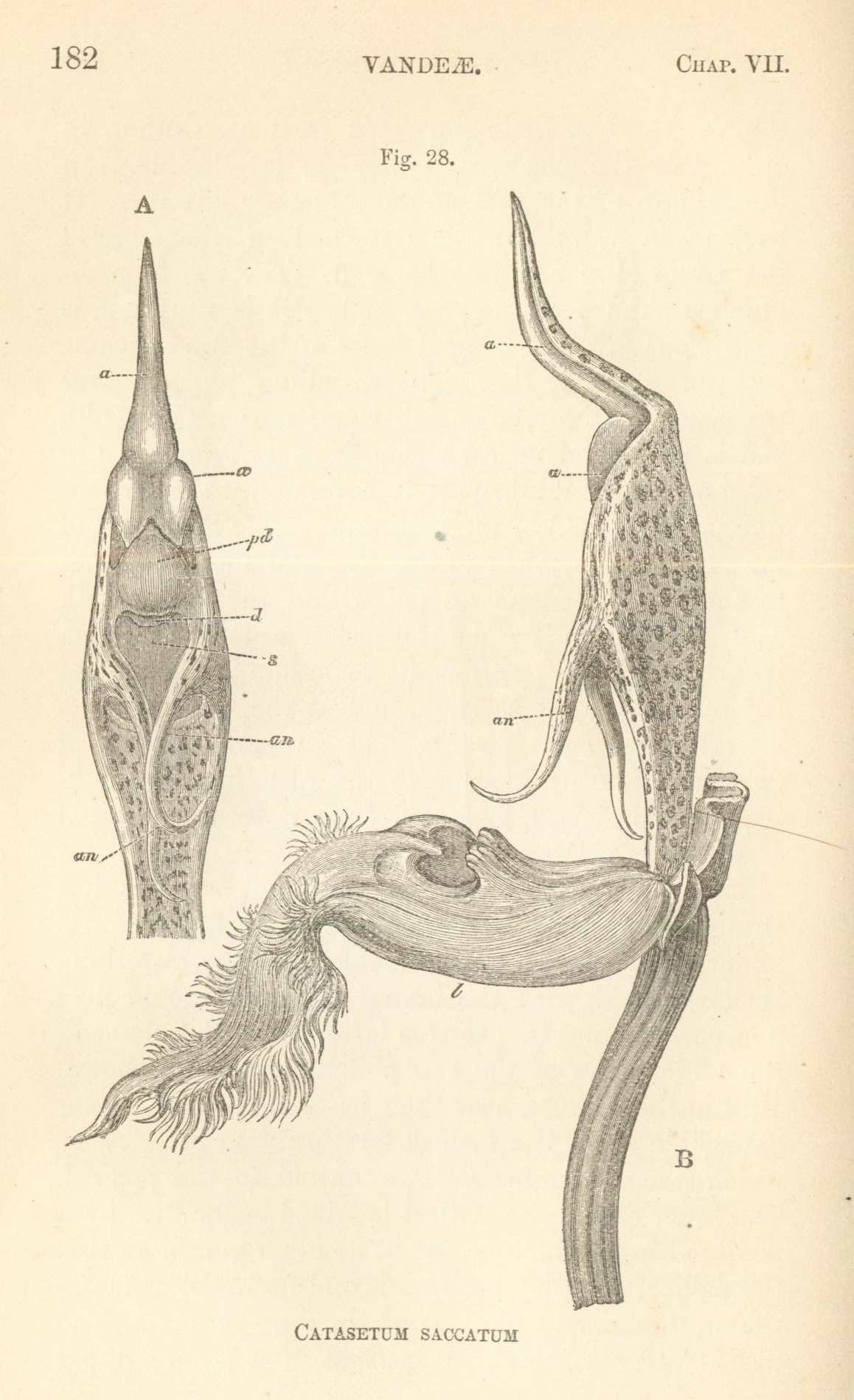
Ở hoa lan Catasetum saccatum, phần mở rộng của mỏ hoa tạo thành một "râu" nhỏ (ký hiệu trên hình an: antennæ of the rostellum) nhô ra phía trước, ở trên cánh môi

Mặc dù có kích thước nhỏ và vị trí thường bị che khuất, mỏ hoa lan đóng vai trò quan trọng như sau:
1. Ngăn ngừa sự tự thụ phấn do phân cách nhị và nhụy của cùng 1 hoa.
2. Tạo ra chất kết dính ở gót nhầy giúp khối phấn bám vào cơ thể côn trùng, tạo điều kiện thuận lợi cho quá trình thụ phấn.
3. Phát triển "râu" ở lan Catasetum cho phép có cơ chế thụ phấn độc đáo.
4. Sản xuất ethylene, chất này gây ra sự lão hóa và chết của các cơ quan hoa không còn cần thiết, do đó tiết kiệm năng lượng và cho phép tái sử dụng các chất và tài nguyên cho cây.
5. Kích thước và hình dạng mỏ đa dạng ở các loài lan khác nhau sử dụng trong phân loại hoa lan bằng hình thái. Sự khác biệt đáng kể về mặt hình thái trong cấu trúc mỏ hoa lan có thể được quan sát thấy ngay cả giữa các loài trong cùng một chi, chẳng hạn như hai loài Acianthera aphthosa và Acianthera obovata, chứng minh việc sử dụng cơ quan này trong phân loại học.

## Ví dụ ở một số loài lan
Ở nhiều loài lan, chẳng hạn như Orchis mascula, các khối phấn (pollinia, pollen masses) được kết nối với nhau bằng vỉ phấn (stipe) và đính với gót nhầy (viscidium). Gót nhầy gắn vào mỏ hoa tạo thành các túi con (rostellum cup, bursicule), một bề mặt thường nhớt và mang khối phấn.
Ở hoa lan Catasetum, mỏ hoa nhô ra phía trước ở mỗi bên như một "râu" nhỏ, khối phấn được kết nối bằng một vỉ phấn cong, cuối vỉ phấn là gót nhầy có chất dính. Khi một con côn trùng chạm vào "râu", phần vỉ phấn cong sẽ bật thẳng ra và bắn khối phấn kèm gót nhầy vào con côn trùng. Charles Darwin đã mô tả trong cuốn Fertilisation of Orchids rằng ông "chạm vào "ăngten" (nguyên văn của Darwinː antennæ) của Catasetum callosum trong khi cầm hoa cách cửa sổ khoảng một yard, và khối phấn hoa đập vào tấm kính, bám vào bề mặt thẳng đứng trơn nhẵn bằng gót nhầy của nó."

## Nghĩa khác trong tiếng Anh

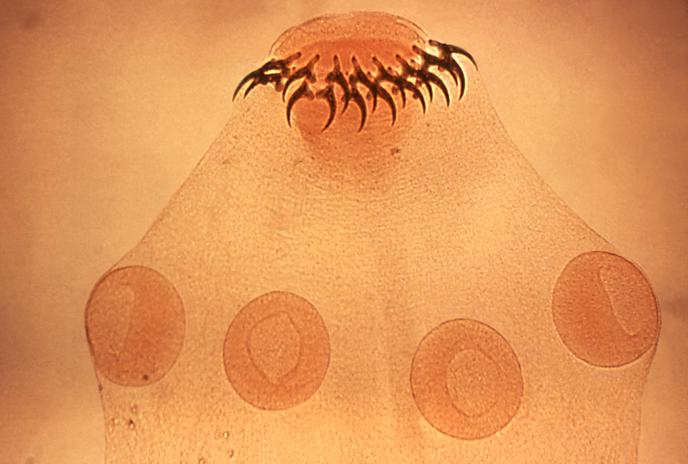
Đầu sán dải lợn (Taenia solium) với vòng móc bám

Thuật ngữ "rostellum" (số nhiều là rostella) trong tiếng Anh còn có nghĩa là móc bám ở giun dẹp. Móc bám là phần nhô ra của đầu trước của sán dây. Đây là cấu trúc cơ có thể thu vào, dạng vòng nằm ở đầu sán, là cơ quan bám vào thành ruột của vật chủ.